# Ihar Kryvušėnka
Ihar Mikalaevič Kryvušėnka (in bielorusso Ігар Мікалаевіч Крывушэнка?; Minsk, 10 febbraio 1964) è un allenatore di calcio ed ex calciatore bielorusso, di ruolo difensore, tecnico del Naftan.

## Palmarès

### Allenatore

#### Competizioni nazionali
- Campionato bielorusso: 2

BATĖ Borisov: 2006, 2007
- Coppa di Bielorussia: 2

BATĖ Borisov: 2005-2006
Tarpeda-BelAZ: 2015-2016